# ربکا فرگوسن
ربکا لوئیزا فرگوسن ساندستروم (انگلیسی: Rebecca Louisa Ferguson Sundström؛ زادهٔ ۱۹ اکتبر ۱۹۸۳) بازیگر سوئدی است. او کار بازیگری خود را با مجموعهٔ سوئدی نیا تیدر (۱۹۹۹–۲۰۰۰) آغاز کرد. او با بازی در نقش الیزابت وودویل در مجموعهٔ درام بریتانیایی ملکه سفید (۲۰۱۳) به شهرت رسید، و نامزد جایزه گلدن گلوب شد.
فرگوسن در سه فیلم مأموریت: غیرممکن — ملت یاغی (۲۰۱۵)، فال‌اوت (۲۰۱۸) و روزشمار مرگ (۲۰۲۳) — نقش مأمور سرویس اطلاعات مخفی را مقابل تام کروز بازی کرده است. دیگر آثار او شامل فیلم موزیکال بزرگ‌ترین شومن (۲۰۱۷) فیلم‌های ترسناک حیات (۲۰۱۷) و دکتر اسلیپ (۲۰۱۹) و نقش‌های مکمل در کمدی-درام فلورانس فاستر جنکینز (۲۰۱۶)، فیلم هیجان‌انگیز دختری در قطار (۲۰۱۶) و فیلم‌های علمی تخیلی تلماسه (۲۰۲۱) و تلماسه: بخش دو (۲۰۲۴) می‌شوند. فرگوسن در سال ۲۰۲۳ در مجموعهٔ علمی تخیلی سیلو به ایفای نقش پرداخت.

## زندگی‌نامه
فرگوسن در استکهلم به دنیا آمد و در ناحیه واساستان در مرکز استکهلم بزرگ شد. مادرش رزمری فرگوسن، انگلیسی است و در ۲۵ سالگی از بریتانیا به سوئد نقل مکان کرد. مادرش به گروه آبا کمک کرد تا اشعار آلبوم واترلو (۱۹۷۴) را به انگلیسی ترجمه کند و همچنین نامش در جلد صفحهٔ آلبوم هم‌نام گروه (۱۹۷۵) قرار داشت. پدر او، الاف سوندستروم، بازرگان سوئدی است. فرگوسن نام خانوادگی مادرش را به‌عنوان نام هنری خود برگزید. مادربزرگ مادری او اهل ایرلند شمالی و پدربزرگ مادری او اهل اسکاتلند است.
فرگوسن در یک مدرسهٔ انگلیسی در سوئد تحصیل کرد و دو زبانه بزرگ شد. او به زبان سوئدی و انگلیسی صحبت می‌کرد. او در مدرسه موسیقی آدولف فردریک در استکهلم شرکت کرد و در سال ۱۹۹۹ فارغ‌التحصیل شد.
فرگوسن از ۱۳ سالگی به عنوان مدل مشغول به کار شد و در مجلات و تبلیغات تلویزیونی برای تبلیغ لوازم آرایشی، پوشاک و جواهرات ظاهر شد. او از سنین پایین رقصندگی می‌کرد. او رقص‌هایی نظیر باله، تپ دنس، جاز، فانک خیابانی و تانگو را امتحان کرد. او برای چند سال تانگو آرژانتینی را در یک شرکت رقص در لوند سوئد آموخت و کار خود را در چندین پروژه سینمای هنری کوتاه ادامه داد. فرگوسن مطمئن نبود که بخواهد بازیگری را دنبال کند؛ او مشاغل دیگری مانند کار در مهدکودک، جواهر فروشی، کفش‌فروشی و رستوران کره‌ای و پرستاری از بچه را انجام داده بود.

## زندگی خصوصی
ربکا در سال ۲۰۰۵ با لودیگ هالبرگ وارد رابطه شد و در سال ۲۰۰۷ فرزند آنها ایزاک "Isacc" زاده شد. آنها بعد از ۱۰ سال در سال ۲۰۱۵ از هم جدا شدند و آنها توافق کردند که ایزاک با او زندگی کند. او دوباره در سال ۲۰۱۷ با روری ساندراسترم وارد رابطه شد و در سال ۲۰۱۸ آنها در ونیز، ایتالیا ازدواج کردند. دختر آنها در سال ۲۰۱۸ با نام ساگا در نیویورک زاده شد
او در سال ۱۹۹۹–۲۰۰۰ در سریال "Nya tider" محصول کشور سوئیس و سوئد حضور پیدا کرد که باعث شد او بیشتر به چشم کارگردان‌ها بیاید سپس با بازی در مینی سریال ملکه سفید در نقش الیزابت وودویل به اوج شهرتش رسید. همین موضوع اولین دیدار اتفاقی او را با تام کروز رقم زد و همچنین نامزد بهترین بازیگر نقش اول زن را از جشنواره گلدن گلوپ از آن خود کرد. بعد از آن او در نقش ایزا فاست در مجموعه فیلم مأموریت: غیرممکن حاضر شد. نقش بعدی او بازی در فیلم حیات (فیلم ۲۰۱۷) بازی در کنار جیک جیلنهال و رایان رینولدز بود که شهرتش را بیش از پیش افزایش داد.

## پروژه‌هایی پیش رو
او در حال حاضر ۶ جایزه از جشنواره‌هایی شامل: «جشنواره بین‌المللی فیلم همپتونز-جشنواره بین‌المللی فیلم بوفالو-جشنواره فیلم مستقل کالیفرنیا-جشنواره فیلم مستقل پراگ» است و ۹ نامزدی و از معروف‌ترین آنها جایزه گلدن گلوب است.

### پروژه‌های سال ۲۰۲۱
- تل‌ماسه (فیلم ۲۰۲۰)

در اصل حضور ربکا در فیلم تل‌ماسه (فیلم ۲۰۲۰) در نقش لیدی جسیکا مادر تیموتی شالامی "بازیگر نقش پل اتردایس " به صورت قطعی تأیید شد که فیلمبرداری در تاریخ ۱۸ مارس ۲۰۱۹ در استودیوی فیلم اوریگو در بوداپست، مجارستان آغاز شد. او در کنار بازیگران به نامه از جمله: اسکار آیزاک و جیسون موموآ نام برد این فیلم به کارگردانی دنی ویلنوو و تهیه کنندگی ماری پارنت و توماس تال قرار است در ۱ اکتبر ۲۰۲۱ اکران شود.
- مأموریت: غیرممکن ۷

این فبلم در ۱۹ نوامبر سال ۲۰۲۱ اکران خواهد شد. مأموریت: غیرممکن ۷ دنباله‌ای بر فیلم مأموریت: غیرممکن - فال‌اوت (۲۰۱۸) است و در مجموع هفتمین فیلم از مجموعه فیلم‌های مأموریت غیرممکن به‌شمار می‌رود و وی قرار است در نقش السا فاست بازی کند.
- خاطره‌پردازی (فیلم)

در ژانویه ۲۰۱۹ اعلام شد که دراین فیلم هیو جکمن و ربکا فرگوسن بازی می‌کنند که حق پخش این فیلم توسط کمپانی برادران وارنر پیکچرز خریداری شد فیلمبرداری در ۲۱ اکتبر ۲۰۱۹، در نیواورلئان و میامی آغاز شد که قرار است در ۱۶ آوریل ۲۰۲۱ منتشر شود که او در نقش مای در این فیلم ایفای نقش کرد.

## فیلم‌شناسی
فهرست برخی از فیلم‌هایی که ربکا فرگوسن در آنها به ایفای نقش پرداخته‌است:
| سال  | نام فیلم                    | نقش                        |
| ---- | --------------------------- | -------------------------- |
| ۲۰۱۴ | هرکول                       | ارجینیا                    |
| ۲۰۱۵ | مأموریت: غیرممکن - ملت یاغی | السا فاست                  |
| ۲۰۱۶ | با وجود بارش برف            | کاتیا گرینکوا/لارن گرینکوا |
| ۲۰۱۶ | دختری در قطار               | آنا واتسون                 |
| ۲۰۱۶ | فلورانس فاستر جنکینز        | کاتلین ودرلی               |
| ۲۰۱۷ | بزرگ‌ترین شومن               | جنی لیند                   |
| ۲۰۱۷ | حیات                        | دکتر میراندا نورث          |
| ۲۰۱۷ | آدم‌برفی                     | کاترین برنت                |
| ۲۰۱۸ | مأموریت: غیرممکن - فال‌اوت   | السا فاست                  |
| ۲۰۱۸ | دکتر اسلیپ                  | رز د هت                    |
| ۲۰۱۹ | پسری که شاه خواهد شد        | مورگان لو فی               |
| ۲۰۱۹ | مردان سیاه‌پوش: بین‌المللی    | ریزا استواروس              |
| ۲۰۲۱ | تل‌ماسه                      | لیدی جسیکا                 |
| ۲۰۲۱ | خاطره‌پردازی                 | مِی                         |
| ۲۰۲۳ | سیلو (مجموعه تلویزیونی)     | ژولیت                      |
| ۲۰۲۳ | مأموریت: غیرممکن ۷          | السا فاست                  |
| ۲۰۲۴ | تلماسه: بخش دو              | لیدی جسیکا                 |